# Pihani
Pihani (hindi पिहानी) – miasto w północnych Indiach w stanie Uttar Pradesh, na Nizinie Hindustańskiej.
Populacja miasta w 2001 roku wynosiła 27 535 mieszkańców.